# Chelopistes karachiensis
Chelopistes karachiensis Naz & Rizvi, 2012 è un insetto mallofago appartenente alla famiglia Philopteridae.

## Etimologia
Il nome della specie deriva dalla località pakistana di rinvenimento, Karachi

## Distribuzione
La specie è stata reperita in due località alla periferia di Karachi, la città più popolosa del Pakistan.

## Etologia
Questa specie è parassita del tacchino comune (Meleagris gallopavo L., 1758).

## Tassonomia
Al 2013 non sono note sottospecie e dal 2012 non sono stati esaminati nuovi esemplari.